# Nucleus caudatus
De nucleus caudatus of staartkern (Latijn: nucleus = kern; cauda = staart) is een van de structuren van het corpus striatum in de hersenen van de mens en veel diersoorten. Lange tijd werd gedacht dat deze structuur, die deel uitmaakt van de basale kernen, uitsluitend betrokken is bij de regulatie van motorische processen. De nucleus caudatus lijkt bij mensen met de ziekte van Parkinson, een bewegingsziekte, niet langer te worden geïnnerveerd door de pars compacta substantiae nigrae. Uit recentelijk onderzoek blijkt echter dat de staartkern daarnaast ook een belangrijke rol speelt bij het leren en herinneren, met name voor het verwerken van terugkoppeling. Verder maakt de nucleus caudatus deel uit van het beloningssysteem van de hersenen en van de cortico–basale ganglia–thalamische lus.

## Anatomie
Samen met het putamen vormt de nucleus caudatus het striatum dorsale, dat functioneel als één structuur wordt gezien. Anatomisch gezien worden de twee gescheiden door een belangrijke baan van witte stof: de capsula interna. De nucleus caudatus bevindt zich in beide hersenhelften, aan de wand van de zijventrikels en schrijlings op de thalamus. De boogvormige kern heeft een dikke kop en loopt steeds dunner uit in een soort staart, waaraan de structuur haar naam te danken heeft.

### Neurochemie
De nucleus caudatus wordt sterk geïnnerveerd door dopamineneuronen afkomstig uit de pars compacta substantiae nigrae (SNc). De SNc bevindt zich in de middenhersenen en heeft projecties naar de nucleus caudatus en het putamen waarvan de communicatie bestaat door de neurotransmitter dopamine.

## Functies

### Motoriek

#### Ruimtelijke verwerking
De nucleus caudatus integreert ruimtelijke informatie met de vorming van motoriek. In fMRI-studies en onderzoek onder parkinsonpatiënten is een belangrijke relatie tussen ruimteafhankelijke motorische voorbereiding en de nucleus caudatus vastgesteld. De activiteit in de nucleus caudatus was groter tijdens taken waarbij wat gevraagd werd van het ruimtelijke en motorische geheugen dan bij niet-ruimtelijke taken.

#### Gerichte bewegingen
De nucleus caudatus draagt bij aan het postuur van lichaam en ledematen en de snelheid en nauwkeurigheid van gerichte bewegingen. In een onderzoek met katten waarbij de nucleus caudatus was verwijderd, werden beperkingen geconstateerd in het postuur en de nauwkeurigheid van de bewegingen in verschillende taken waarbij de katten hun poten moesten gebruiken. Daarnaast kostte het de katten meer tijd om bewegingen op te starten en moesten ze hun lichaamspositie voortdurend aanpassen na gedeeltelijke verwijdering van de nucleus caudatus.

### Cognitie

#### Doelgericht handelen
In beeldvormend onderzoek (onder meer PET en fMRI) en anatomische studies is een sterk verband vastgesteld tussen de nucleus caudatus en corticale gebieden die actief worden bij executieve functies. Daarnaast suggereren recentere studies dat de nucleus caudatus essentieel is voor doelgericht handelen, oftewel, "de selectie van gedrag gebaseerd op de veranderlijke waarde van doelen en kennis van welke acties leiden tot welke uitkomsten."

## Galerij

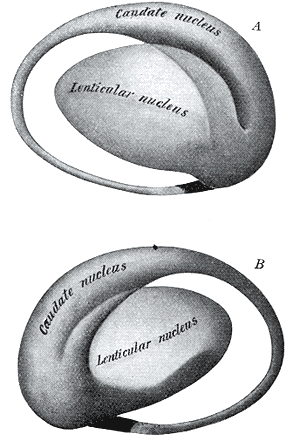
Twee aanzichten van een model van het corpus striatum (rechterhersenhelft): A, lateraal aanzicht; B, mediaal aanzicht.
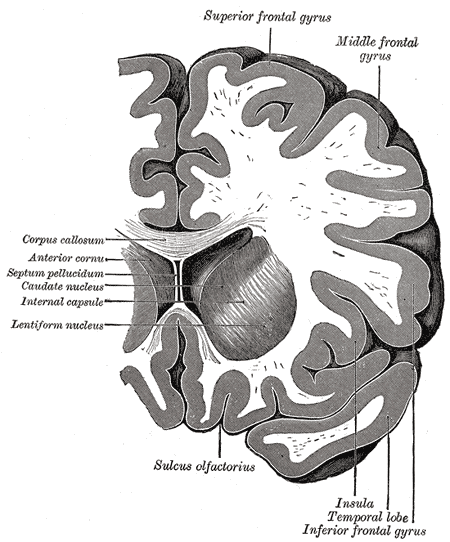
Coronale sectie door de cornua anteriora van de zijventrikels.
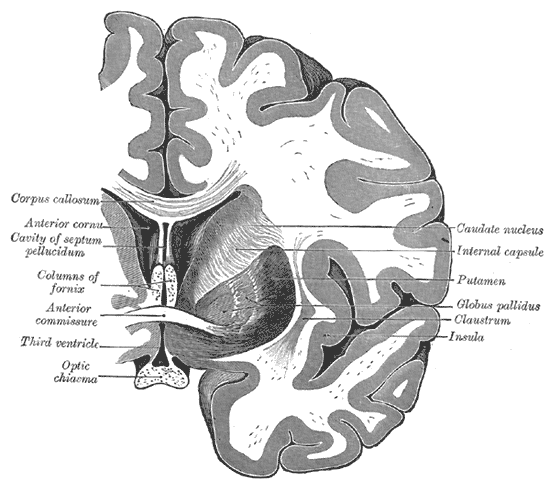
Coronale sectie van de hersenen door de commissura anterior.
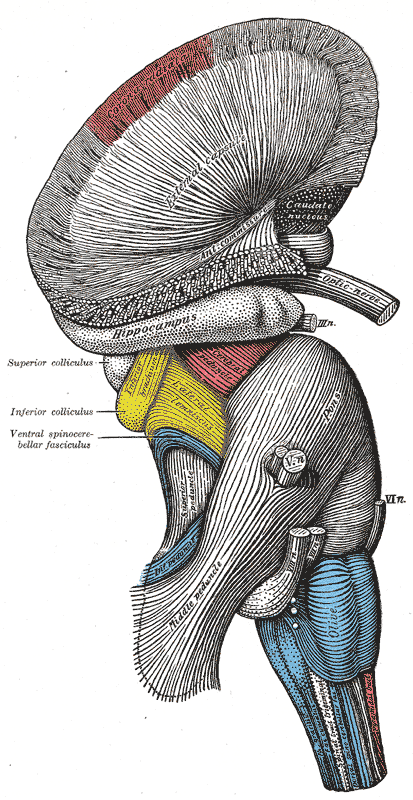
Oppervlakkige sectie van de hersenstam. Lateraal aanzicht. De nucleus caudatus is zichtbaar boven de nervus opticus.
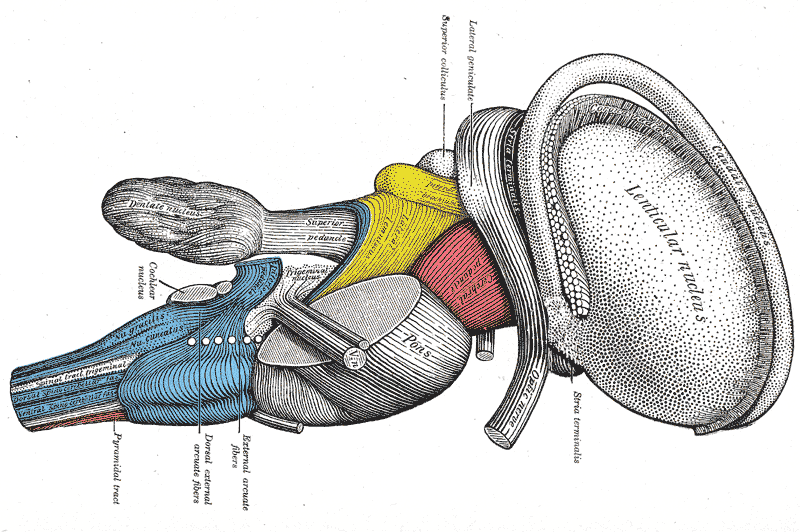
Sectie van de hersenstam. Lateraal aanzicht.
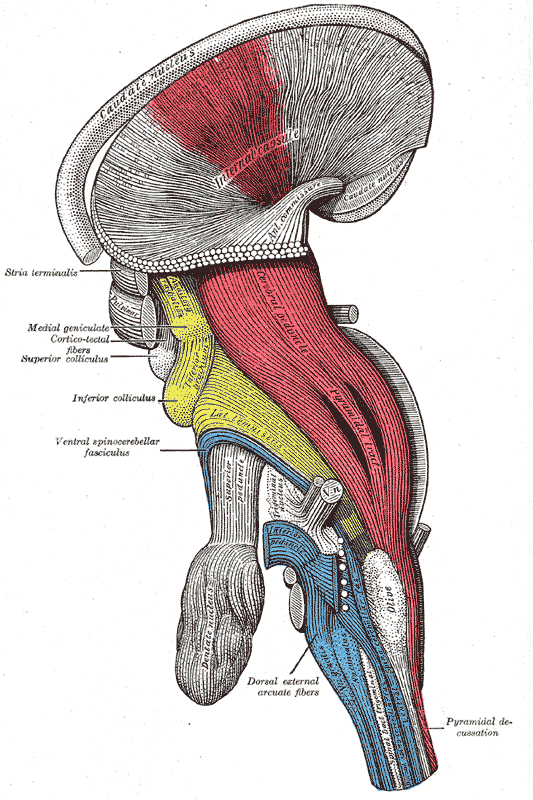
Diepe sectie van de hersenstam. Lateraal aanzicht.
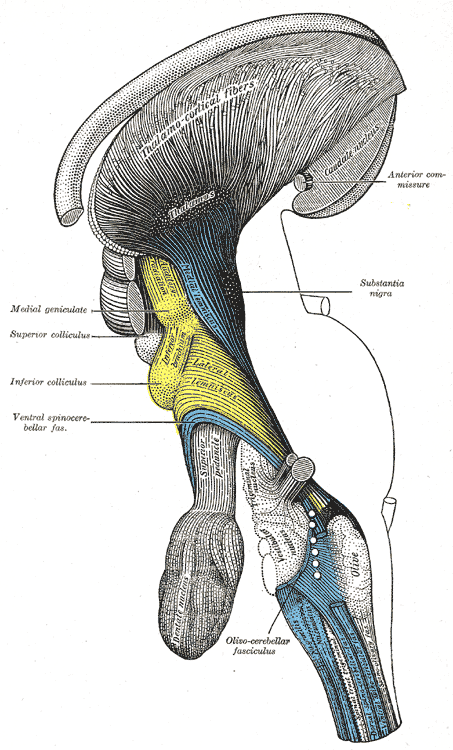
Diepe sectie van de hersenstam. Lateraal aanzicht.
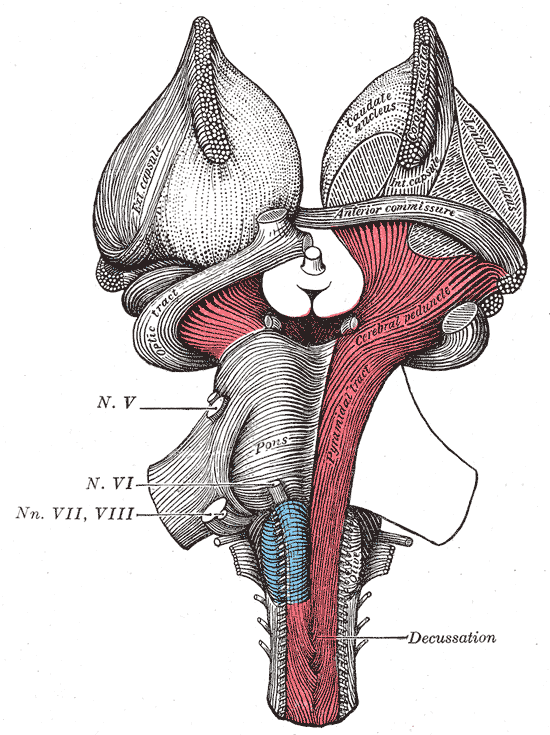
Oppervlakkige sectie van de hersenstam. Ventraal aanzicht.
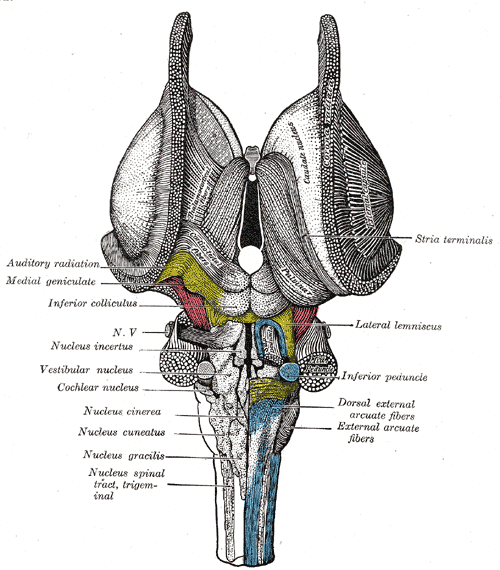
Sectie van de hersenstam. Dorsaal aanzicht.
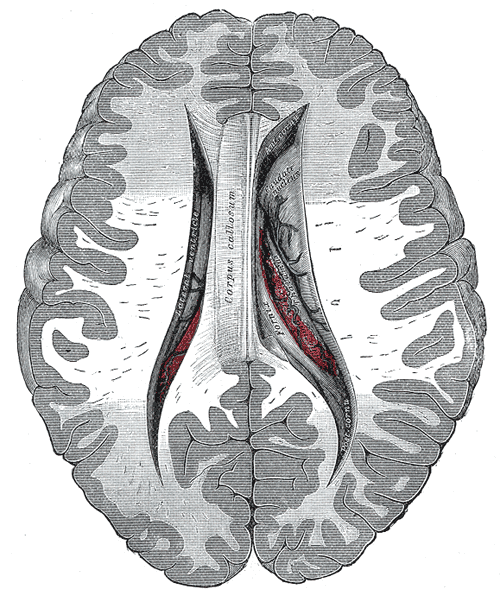
Centraal deel en cornua anterius et posterius van de zijventrikels van bovenaf.
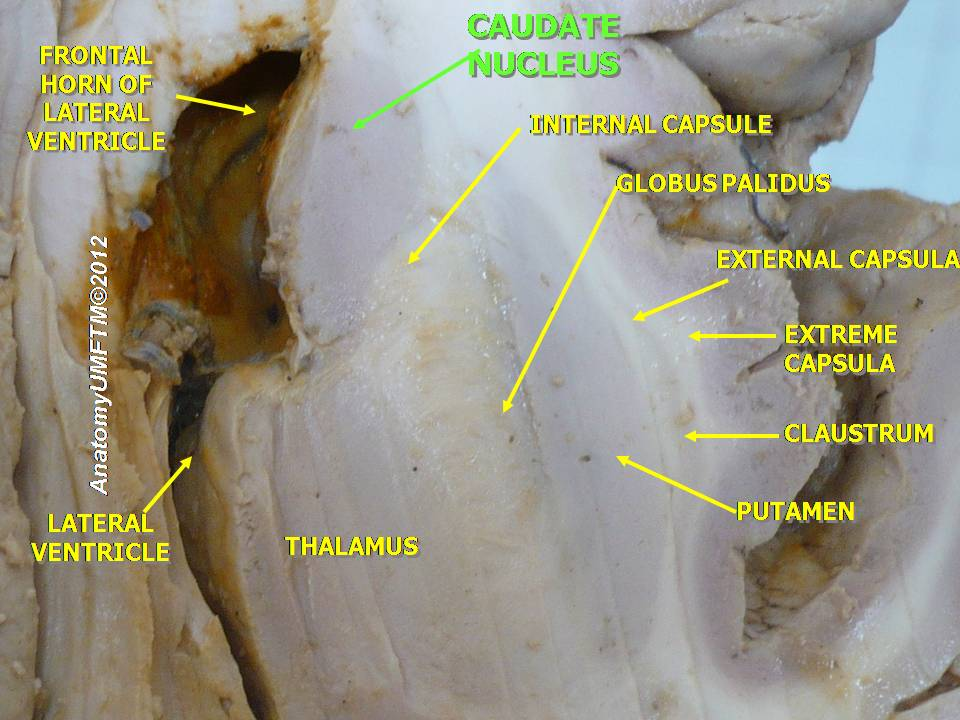
Nucleus caudatus.
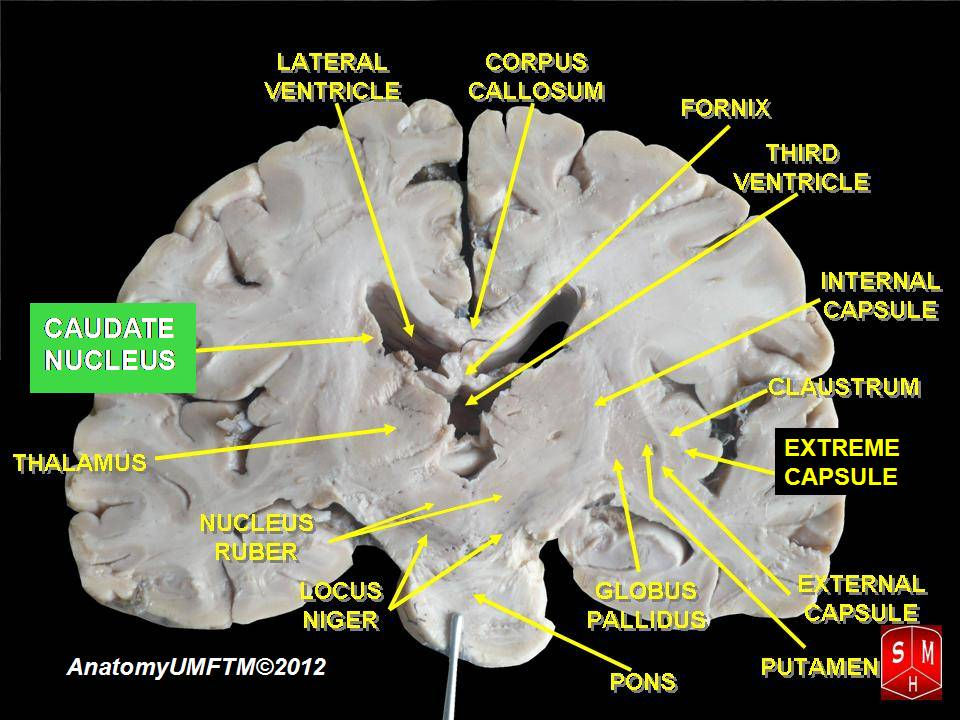
Nucleus caudatus.
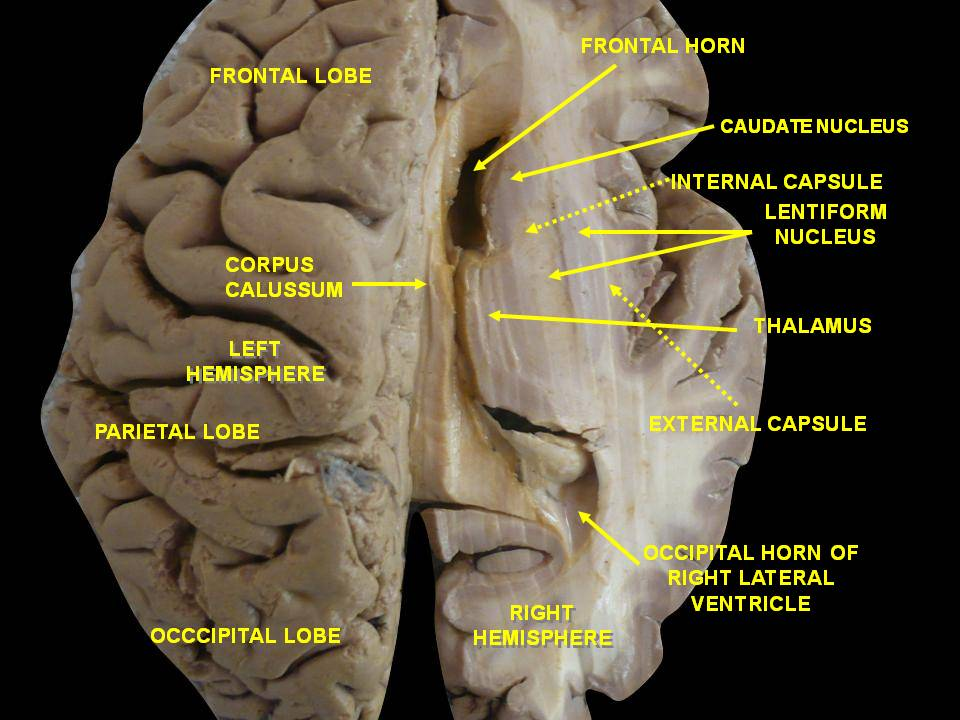
Ventrikels en basale kernen. Aanzicht van bovenaf, horizontale, diepe sectie.
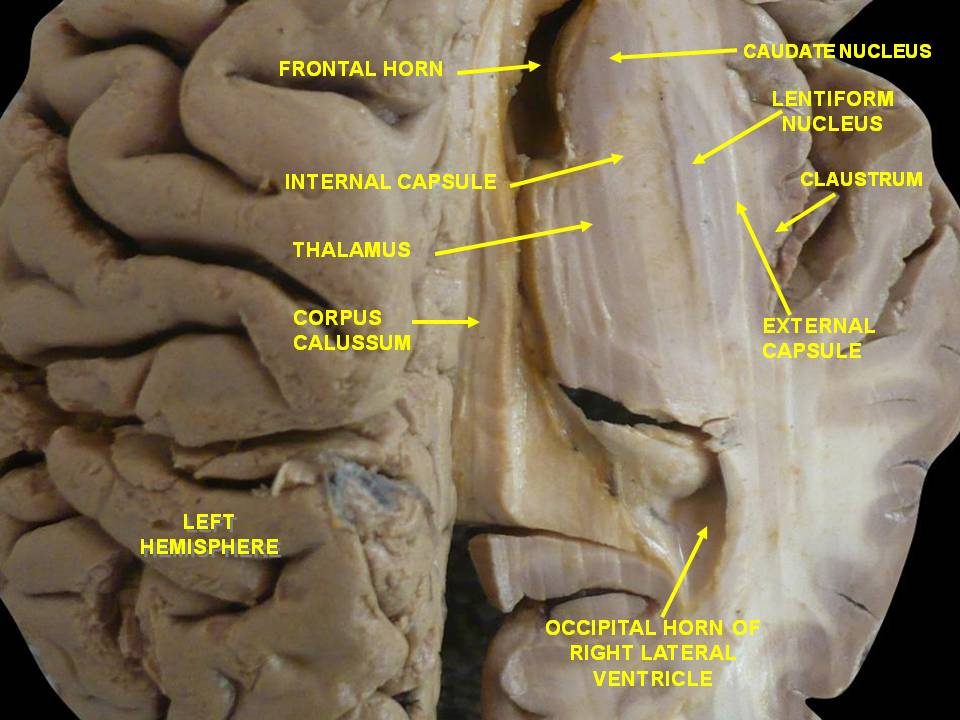
Ventrikels en basale kernen. Close-up van vorige afbeelding.